# STV Horst-Emscher
Die STV Horst-Emscher (offiziell: Spiel- und Turnvereinigung Horst-Emscher e. V.) war ein Fußballverein aus dem Gelsenkirchener Stadtteil Horst. Die erste Mannschaft spielte acht Jahre in der damals erstklassigen Oberliga West und erreichte in der Saison 1949/50 die Endrunde um die deutsche Meisterschaft. Im Jahre 1967 wurden die „Emscherhusaren“ deutscher Amateurmeister.
Am 17. November 2007 musste der Verein aus finanziellen Gründen aufgelöst werden. Die Spielstätte des Vereins war seit 1928 das Fürstenbergstadion, welches Platz für circa 22.800 Zuschauer bietet. Der STV Horst-Emscher ist nicht zu verwechseln mit dem SV Horst-Emscher 08.

## Geschichte

### Strukturelle Entwicklung
Die Wurzeln des Vereins reichen bis ins Jahr 1892 zurück, als der Turnverein Horst 1892 gegründet wurde. Dieser Verein richtete im Jahre 1906 eine Fußballabteilung ein, die im Juni 1920 mit der Fußballabteilung der 1912 gegründeten Turngemeinde Horst zum STV Horst-Emscher fusionierte. Am 15. Juni 1973 fusionierte der STV mit dem Stadtrivalen Eintracht Gelsenkirchen zur STV Eintracht Gelsenkirchen-Horst. Bereits im Mai 1978 nahm dieser Verein wieder den Namen STV Horst-Emscher an. Im Februar 1999 wurde die Fußballabteilung unter dem Namen STV Horst-Emscher Husaren ausgegliedert. Dieser Verein wurde dann am 17. November 2007 aufgelöst.

### Von der Gründung bis zum Zweiten Weltkrieg (1906 bis 1945)

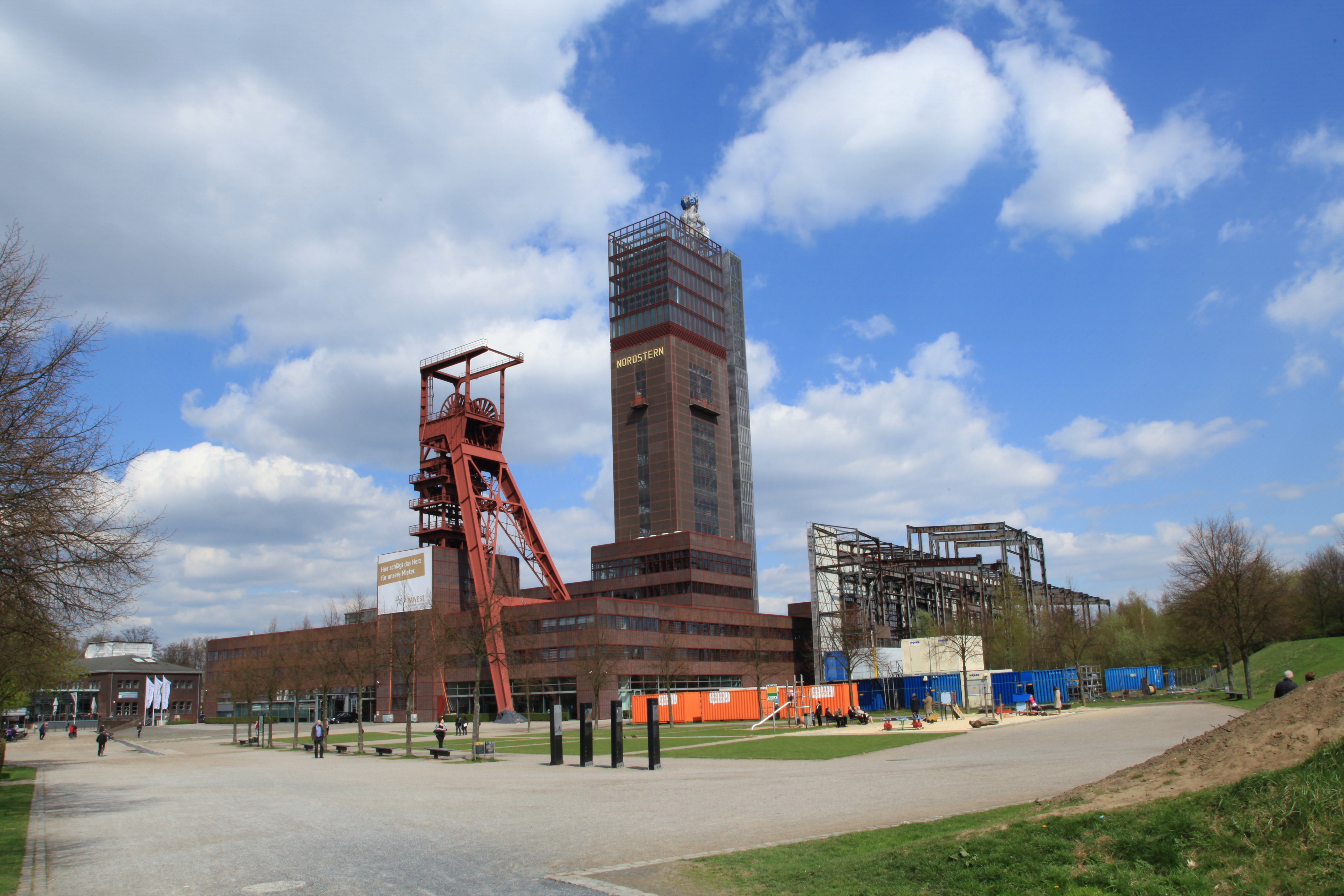
Zeche Nordstern

Die Gründer der Fußballabteilung im Turnverein Horst waren Kumpel der Zeche Nordstern. Die erste Spielstätte befand sich gleich in der Nähe des Bergwerks. Mitte der 1920er Jahre begann die erste große Zeit des STV. Im Jahre 1926 beendete die Mannschaft die Meisterschaft in der 2. Bezirksklasse Emscherkreis punktgleich mit dem FC Schalke 04. Das fällige Entscheidungsspiel gewannen die Schalker im neutralen Buer mit 4:2 und stiegen in die Erstklassigkeit auf.
Zwei Jahre später stiegen auch die Horster in die seinerzeit erstklassige 1. Ruhrbezirksklasse auf, nachdem die Mannschaft im Entscheidungsspiel den BC Sportfreunde Dortmund mit 4:2 besiegt hatte. Ein Jahr später qualifizierte sich der STV durch einen Entscheidungsspielsieg über den SC Gelsenkirchen 07 für die neu geschaffene Bezirksliga Ruhr. Es folgten zwei Jahre, in denen die Emscherhusaren jeweils den letzten Platz belegten und nur durch Ligaaufstockungen erstklassig blieben. Kurios verlief die Saison 1930/31, in der der STV nur drei Siege einfahren konnte. Zwei Siege davon gelangen gegen Schalke 04.
Im Jahre 1933 verpassten die Horster die neu geschaffene Gauliga Westfalen und mussten damit in die Zweitklassigkeit. Drei Jahre später stieg die Mannschaft gar in die Drittklassigkeit hinab. Nach dem Ausbruch des Zweiten Weltkrieges ging es mit dem Verein wieder nach oben. Im Jahre 1942 erreichte die Mannschaft die Aufstiegsrunde, wo sich die „Emscherhusaren“ ohne Punktverlust gegen Preußen Münster und Teutonia Lippstadt durchsetzen konnten. Trotz eines 5:2-Erfolgs über Borussia Dortmund reichte es für den STV nur zum vorletzten Platz. Kurioser Saisonhöhepunkt war eine 6:8-Niederlage bei Arminia Marten.

### Nachkriegszeit (1945 bis 1954)

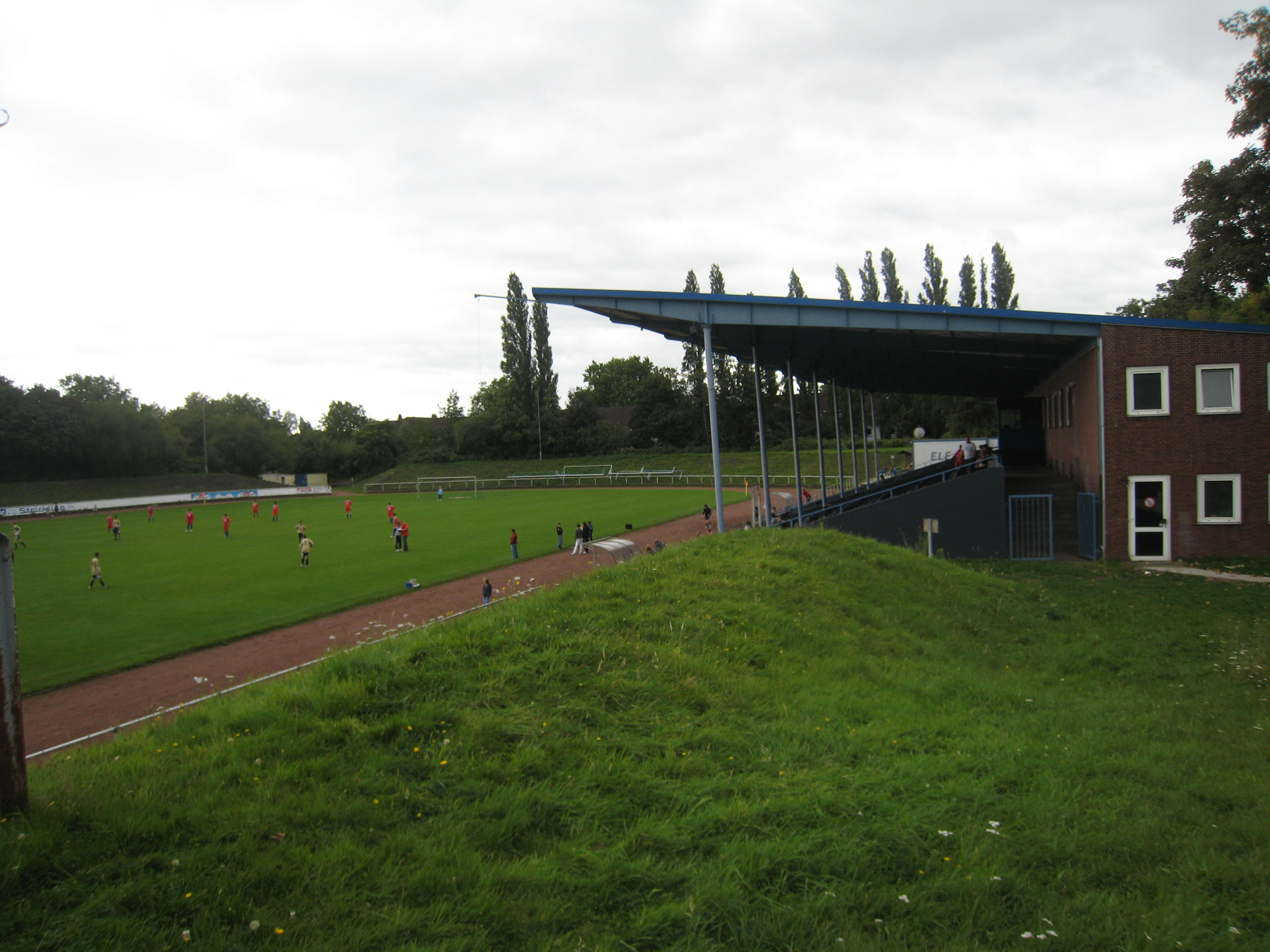
Das Fürstenbergstadion

Nach Kriegsende wurde der STV in die zweigleisige Landesliga Westfalen eingeteilt. Nach einem fünften Platz in der Auftaktsaison wurden die „Emscherhusaren“ ein Jahr später Vizemeister ihrer Staffel hinter Schalke 04. Damit qualifizierte sich die Mannschaft für die neu geschaffene Oberliga West, wo die Horster in der Auftaktsaison den dritten Platz hinter Borussia Dortmund und den Sportfreunden Katernberg belegten. Die Mannschaft um Torjäger Alfred Kelbassa nahm nun an der Britischen Zonenmeisterschaft teil, wo im Viertelfinale das Aus nach einer 1:3-Niederlage beim FC St. Pauli folgte. Zur folgenden Spielzeit 1948/49 konnte sich der STV mit dem Schalker Bernhard Klodt verstärken und erreichte erneut Platz drei.
Am 18. Dezember 1949 bezwangen die Horster Schalke mit 2:1, was in der Presse mit den Worten „Lehrmeister von Husaren überfahren“ kommentiert wurde. Die „Emscherhusaren“, für die mittlerweile der ehemalige Nationalspieler Heinz Flotho das Tor hütete, sicherten sich in der Saison 1949/50 die Herbstmeisterschaft. In der Rückrunde fiel die Mannschaft auf Platz vier zurück und qualifizierte sich für die Endrunde um die deutsche Meisterschaft. Dort traf der STV im Achtelfinale im Wormser Wormatia-Stadion auf die SpVgg Fürth. Nach 29 Minuten führten die Horster durch Tore von Klodt und Heinz Zielinski bereits mit 2:0, ehe die Fürther in der zweiten Halbzeit das Spiel drehten und mit 3:2 gewannen.
Anschließend kam es zum Umbruch. Vier Leistungsträger wechselten zu Borussia Dortmund. Die Anhänger der Emscherhusaren zerstachen daraufhin Dortmunds Obmann Heinz Dolle die Autoreifen. Durch diesen Aderlass reichte es in der Saison 1950/51 nur noch zu Rang zehn. Es folgten zwei Jahre Abstiegskampf, ehe der STV 1954 in die Zweitklassigkeit absteigen musste.

### Amateurmeister (1954 bis 1973)
Nach drei vergeblichen Anläufen gelang erst im Jahre 1958 der Wiederaufstieg in die Oberliga West. Doch die Mannschaft erwies sich als nicht oberligatauglich und musste als abgeschlagener Tabellenletzter wieder absteigen. Tiefpunkt der Saison war eine 0:8-Niederlage beim VfL Bochum. Mit durchschnittlichem Erfolg spielte der STV noch einige Jahre in der 2. Division West weiter und qualifizierte sich 1963 für die neu geschaffene Regionalliga West als Unterbau zur Bundesliga.
Der Klassenerhalt gelang in der Saison 1963/64 nur unter dramatischen Umständen. Bis zur 89. Minute führte die SpVgg Herten mit 1:0 beim VfB Bottrop. Letztere verwandelten kurz vor Abpfiff einen Elfmeter. Horst-Emscher hielt die Klasse, weil ihr Torquotient gegenüber dem der Hertener um 0,05 besser war. Mit Kurt Sahm übernahm daraufhin ein ehemaliger STV-Stürmer das Traineramt und versuchte vergeblich, Mittelstürmer Udo Lattek vom VfL Osnabrück zu verpflichten. Der Transfer scheiterte an Latteks Gehaltsvorstellungen.
Die „Emscherhusaren“ wurden 1965 Vorletzter und waren sportlich abgestiegen. Gegen Borussia Mönchengladbach gab es eine 1:10-Heimniederlage. Die Rettung erfolgte am Grünen Tisch. Dem Bundesligisten Hertha BSC wurde die Lizenz entzogen und die sportlich abgestiegenen Schalker blieben in der Bundesliga. Durch Schalkes Klassenerhalt blieb der STV Regionalligist. Doch der Abstieg war nur aufgeschoben, da die Mannschaft ein Jahr später dann doch in die Verbandsliga abstieg.
In der Verbandsligastaffel 2 wurden die „Emscherhusaren“ unter Trainer Heinz Flotho Vizemeister hinter dem Lüner SV und qualifizierten sich nach Entscheidungsspielen gegen die SpVgg Herten für die Deutsche Amateurmeisterschaft. Über die Stationen Holsatia Elmshorn, ESV Ingolstadt-Ringsee und SpVgg Neu-Isenburg qualifizierten sich die Horster für das Endspiel. Im neutralen Herforder Ludwig-Jahn-Stadion gewann der STV mit 2:0 gegen die Amateure von Hannover 96.
1972 ergab sich die Chance zur Rückkehr in die Regionalliga. Mit drei Punkten Vorsprung auf den TSV Marl-Hüls wurden die „Emscherhusaren“ Meister der Verbandsligastaffel 1. In den Endspielen um die Westfalenmeisterschaft traf Horst auf die Sportfreunde Siegen, die sich im Elfmeterschießen durchsetzen konnten. In der anschließenden Aufstiegsrunde zur Regionalliga scheiterte der STV an den Siegenern und dem 1. FC Styrum.

### STV Eintracht Gelsenkirchen-Horst (1973 bis 1978)
Während der Saison 1972/73 wechselte Trainer Friedel Elting vom STV zum Lokalrivalen und Regionalligisten Eintracht Gelsenkirchen. Wegen der bevorstehenden Einführung der 2. Bundesliga warb Elting für eine Fusion vom STV Horst-Emscher mit der Eintracht. „Hund und Katze sollten sich vertragen, um zu einer zweiten Kraft in der Schalke-Stadt zu werden“, so Elting. Gegen alle Vorbehalte kam es am 15. Juni 1973 zur Fusion. Die Mannschaft lief nun in blau-rot-schwarzen Trikots auf und ließ sich im Fürstenbergstadion nieder.
Die zusammengewürfelte Mannschaft, die durch den Verkauf einiger Leistungsträger der Eintracht ohnehin geschwächt war, erreichte in der Regionalligasaison 1973/74 nur den drittletzten Platz und stieg in die Verbandsliga ab. Das Ziel 2. Bundesliga wurde um Längen verfehlt. Dazu kam, dass der Fusionsverein von vielen als Kunstprodukt angesehen wurde, das weder von den Horstern noch von den Eintracht-Anhängern angenommen wurde. Als Folge wandten sich immer mehr ehemalige Eintrachtler vom Fusionsverein ab.
In der Verbandsliga kam die STV Eintracht nicht mehr über das Mittelmaß hinaus. Höhepunkte waren Platz acht im Jahre 1975 und Platz neun zwei Jahre später. 1978 verpasste der Fusionsverein als Tabellenzwölfter auch die neu geschaffene Oberliga Westfalen und rutschte dadurch in die Viertklassigkeit hinab. Da kaum noch ehemalige Eintracht-Mitglieder im Verein aktiv waren, wurde im Mai 1978 aus dem STV Eintracht Gelsenkirchen-Horst wieder die STV Horst-Emscher.

### Letztes Hoch und Niedergang (1978 bis 2007)
Unter dem alten Namen spielten die „Emscherhusaren“ ab 1978 in der nunmehr viertklassigen Verbandsliga. Im Jahre 1980 gelang mit drei Punkten Vorsprung auf die Amateure der SG Wattenscheid 09 der Aufstieg in die Oberliga. Nachdem die Mannschaft 1981 noch knapp die Klasse gehalten hatte, folgte ein Jahr später mit 102 Gegentoren der Abstieg als abgeschlagener Tabellenletzter. Tiefpunkte waren eine 1:8-Heimniederlage gegen den VfB Rheine sowie ein 2:8 beim FC Gütersloh.
Es folgten viele Jahre im Mittelfeld der Verbandsliga. Im Jahre 1985 wurde die Mannschaft Drittletzter und traf in einem Entscheidungsspiel um den Abstieg im neutralen Lüdenscheid auf den VfL Klafeld-Geisweid. Hier konnte sich der STV mit 3:2 durchsetzen und blieb viertklassig. Im Jahre 1988 qualifizierte sich der STV für den DFB-Pokal und traf in der ersten Runde auf den Zweitligisten SG Union Solingen. Nach einem 0:0 nach Verlängerung kam es zum Wiederholungsspiel, das die Solinger deutlich mit 5:1 gewannen. Bedingt durch finanzielle Schwierigkeiten reichte es in den folgenden Jahren nur noch zum Abstiegskampf, ehe die „Emscherhusaren“ 1994 in die Landesliga abstiegen.
Da gleichzeitig die Regionalliga wieder eingeführt wurde, rutschte der STV damit von der Viert- in die Sechstklassigkeit. Im Jahre 1996 gelang der Wiederaufstieg und der Verein erreichte in der Saison 1996/97 noch einmal den fünften Platz. Zwei Jahre später war der STV finanziell am Ende und mit 250.000 Mark verschuldet. Durch eine Satzungslücke konnte der Verein gerettet werden. Die Fußballabteilung wurde als STV Horst-Emscher Husaren eigenständig, während die Schulden beim Stammverein blieben, der in die Insolvenz ging. Der neue Verein startete schuldenfrei.
Im Jahre 2005 stiegen die „Emscherhusaren“ aus der Verbandsliga ab. Es war der erste von drei Abstiegen in Folge, die den Verein 2007 in der Kreisliga A ankommen ließen. Dort war die Mannschaft nach 13 Spielen immer noch sieglos und mit 250.000 Euro verschuldet. Die Knappschaft leitete daraufhin ein Insolvenzverfahren ein. Am 17. November 2007 meldete die Westdeutsche Allgemeine Zeitung, dass der Verein aufgrund erheblicher Zahlungsrückstände den Spielbetrieb eingestellt hat und aufgelöst wurde. Zwar wurde versucht, mit dem STV Horst einen Nachfolgeverein zu gründen. Diesem wurde jedoch die Aufnahme in den Fußball- und Leichtathletik-Verband Westfalen verweigert.

## Erfolge
- Deutscher Amateurmeister: 1967

## Persönlichkeiten

### Spieler
(In Klammern: Zeit bei Horst-Emscher, Zahl der Oberligaspiele/-tore)
| - Ulrich Bittcher - Heinz-Dieter Borgmann - Dieter Burdenski - Heinz Flotho (1949–1954, 130/–) - Werner Jestremski - Dirk Karkuth - Güngör Kaya - Alfred Kelbassa (1947–1952 und 1953/54, 163/101) | - Berni Klodt (1948–1950, 53/18) - Detlef Krella - Erwin Maslowski - Friedel Meyer - Werner Möckel (1947–1952, 76/16) - Peter Neururer - Jan Roeloffzen - Lambert Rondhuis (1953–1956) | - Rudolf Schmidt - Jörg Sobiech - Olaf Thon (1972–1980, Jugend) - Helmut Traska - Gerhard Wagner - Franz Wichelhaus - Reinhold Wischnowsky - Heinz Zielinski (1947–1954, 187/11) |

### Trainer
- Volker Abramczik
- Herbert Burdenski
- Friedel Elting
- Lothar Huber
- Frank Saborowski